# Kankaanpää
Kankaanpää è una città finlandese di 12 528 abitanti, situata nella regione del Satakunta.